# 栗山川ふれあいの里公園
座標: 北緯35度48分37.16秒 東経140度29分59.88秒 / 北緯35.8103222度 東経140.4999667度

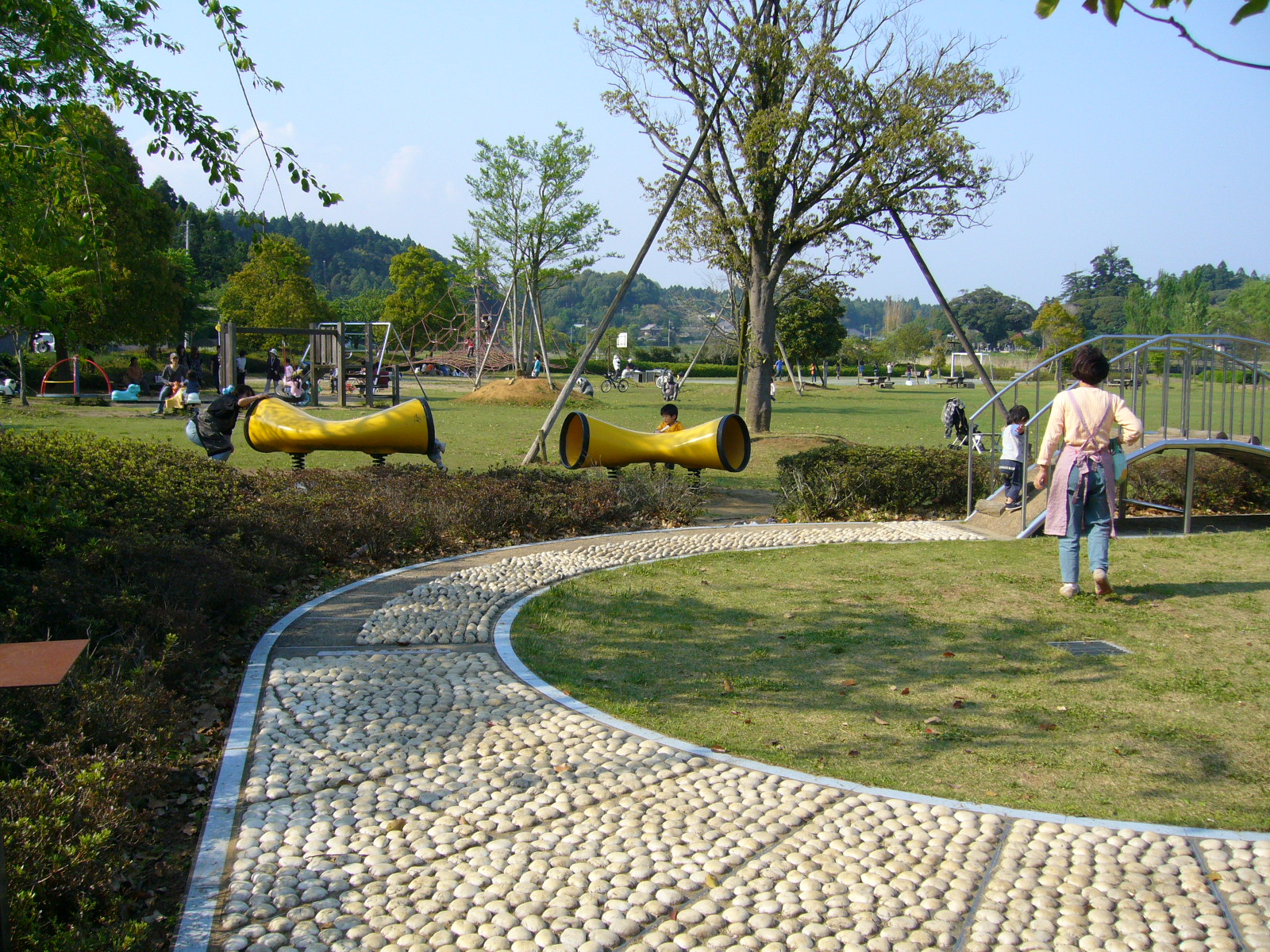
栗山川ふれあいの里公園（はだし健康の道・遊具）

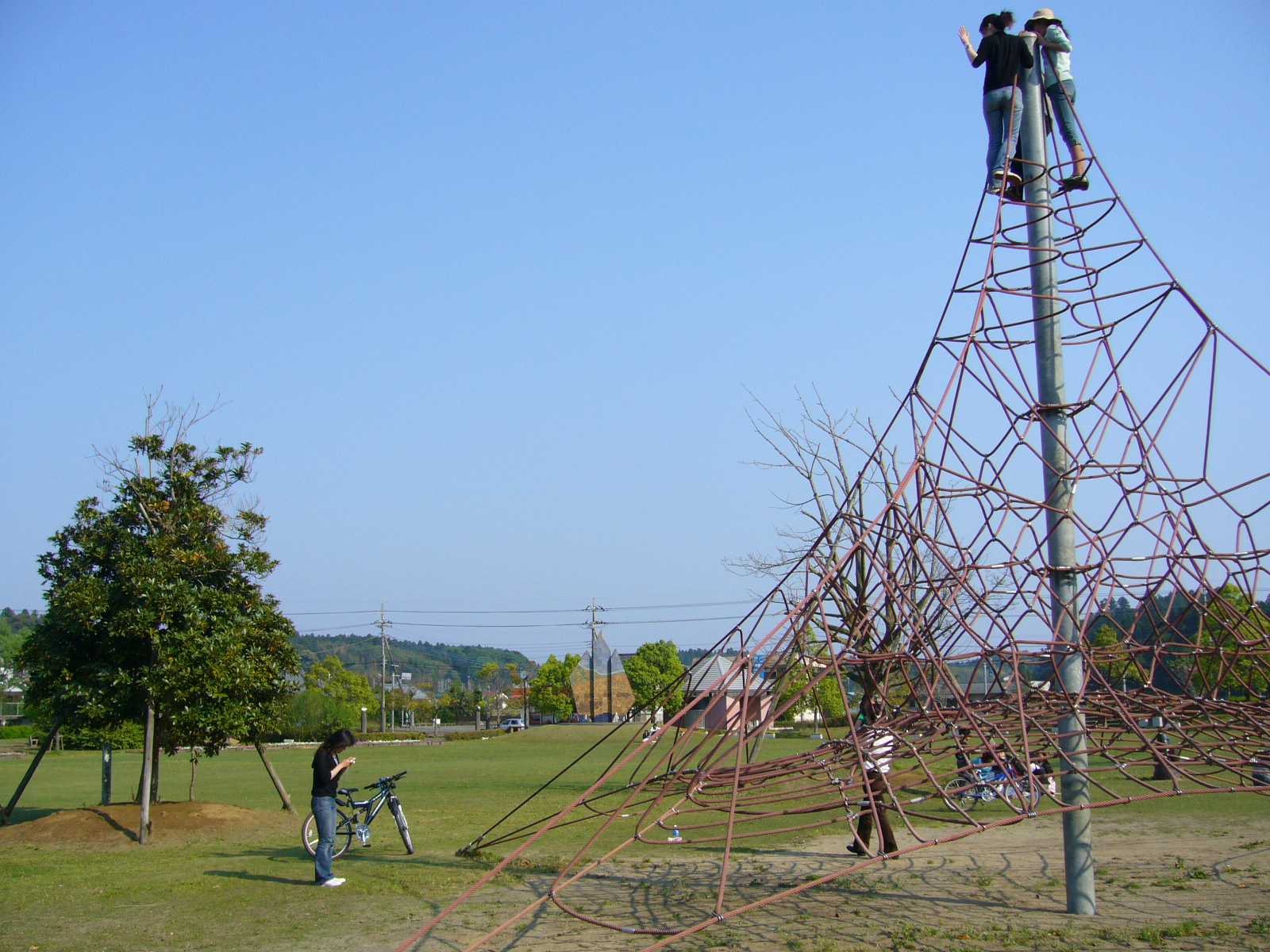
ジャングルロープ

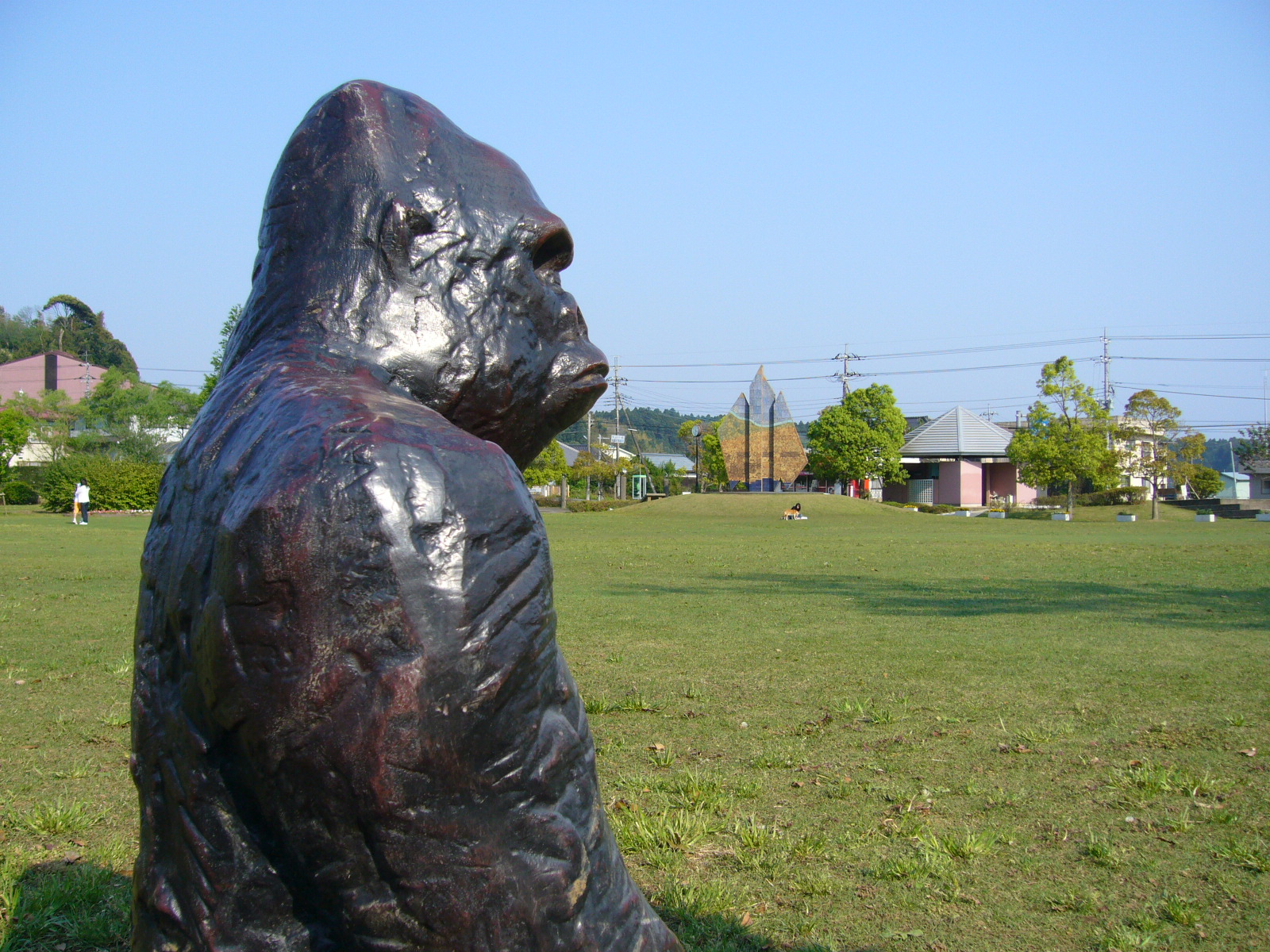
ゴリラが見守る広場

栗山川ふれあいの里公園（くりやまがわふれあいのさとこうえん）は、千葉県香取市岩部の支川栗山川に面した公園である。

## 概要
1994年（平成6年）に開設された。支川栗山川に沿って、芝生の広場を中心とした親子で楽しむことができる施設が整備され、家族連れが多く訪れている。
- 芝生の広場
- モニュメント「集う」（栗源町町制70周年記念）
- コート（フットサルやバスケット）
- 山型のジャングルロープやシーソー、ブランコなどの遊具
- はだし健康の道
- 栗山川に面した親水施設（縁台、飛び石）
- トイレ
- 駐車場

## 周辺
- 道の駅くりもと
- 香取市役所栗源支所

## 交通アクセス
- JR佐原駅～多古間JRバス、岩部下車